# 주계병
주계병(主計兵)은 대한민국 해병대와 해군에서 과거 취사병을 뜻하는 말이다. 해병대의 경우 상륙작전을 합동으로 수행하는 해군과의 관계로 인해 관련된 군대용어가 많은데 이 중 주계(主計)는 해군(海軍)에서 보급 및 회계를 뜻하는 용어이다. 한국 해군 초창기의 일본 해군의 병과체계를 따라서 보급을 뜻하는 주계라는 용어를 쓰게 되었고, 해군 조직 중 하나인 해병대에서는 '주계병'이라는 용어로 행정과 취사를 맡는 직책을 의미하게 되었다.